# Heliophobus obscura
Heliophobus obscura là một loài bướm đêm trong họ Noctuidae.